# Oecophylla perdita
Oecophylla perdita är en myrart som beskrevs av Cockerell 1915. Oecophylla perdita ingår i släktet Oecophylla och familjen myror. Inga underarter finns listade i Catalogue of Life.